# ایکست
ایکست (به لاتین: Ikast) یک شهر در دانمارک است که در استان میتیولن واقع شده‌است. ایکست ۷۳۶٫۴۱ کیلومتر مربع مساحت و ۱۵٬۴۶۲ نفر جمعیت دارد.

## خواهرخوانده
شهرهای بخش هاپاراندا و کرالوپی ناد ولتاووو خواهرخوانده‌های ایکست هستند.